# Wayde van Niekerk
Wayde van Niekerk (* 15. července 1992, Kraaifontein, Kapské Město) je jihoafrický atlet, současný držitel světového rekordu v běhu na 400 m, olympijský vítěz z roku 2016 a mistr světa z let 2015 a 2017.
Je prvním a v současnosti (2020) jediným člověkem, který dokázal zaběhnout zároveň 100 m pod 10 sekund, 200 m pod 20 sekund, 300 m pod 31 sekund i 400 m pod 44 sekund.

## Sportovní kariéra
V roce 2010 doběhl čtvrtý ve finále běhu na 200 metrů na světovém juniorském šampionátu. Startoval na mistrovství světa v Moskvě v roce 2013, kde ovšem nepostoupil z rozběhu v závodě na 400 metrů. Při následujícím světovém šampionátu v Pekingu v roce 2015 se naopak stal mistrem světa v běhu na 400 metrů. Zvítězil zde v novém osobním rekordu 43,48 sekundy, čímž se zařadil na čtvrté místo v historických tabulkách. Na letních olympijských hrách 2016 ve finálovém závodě také zvítězil a časem 43,03 s překonal o 15 setin sekundy sedmnáct let starý světový rekord Michaela Johnsona, a velmi se tak přiblížil hranici třiačtyřiceti sekund, která byla do té doby považována za téměř nepřekonatelnou.
Na mítinku Zlatá Tretra 2017 v Ostravě překonal van Niekerk časem 30,81 s. historické maximum na netradiční trati 300 metrů (dosavadní rekord držel rovněž Michael Johnson, a to od roku 2000). Tento světový rekord překonal v únoru roku 2024 botswanský sprinter Letsile Tebogo časem 30,69 s.
V roce 2017 se stal mistrem světa v běhu na 400 metrů a vicemistrem na poloviční trati. Na podzim téhož roku si přivodil vážné zranění kolena při ragby a celou sezónu 2018 musel vynechat. První start po zranění absolvoval až závěrem února 2019.

## Osobní rekordy
Dráha
- Běh na 100 metrů – 9,94 s. Velenje, 20. 6. 2017
- Běh na 200 metrů – 19,84 s. Kingston, 10. 6. 2017
- Běh na 300 metrů – 30,81 s. Ostrava, 28. 6. 2017 (bývalý světový rekord)
- Běh na 400 metrů – 43,03 s. Rio de Janeiro, 14. 8. 2016  (Současný světový rekord)

## Další informace
Jeho bratranec Cheslin Kolbe získal na LOH 2016 bronzovou medaili v ragby 7.